# Chandrashekhar (actor)
Chandrashekhar Vaidya (Hyderabad, 7 de julio de 1922-16 de junio de 2021) conocido simplemente como Chandrashekhar, fue un actor y cineasta indio que trabajaba en la industria cinematográfica de Bollywood. Fue conocido por interpretar personajes secundarios en películas protagonizadas por Rajesh Khanna en papeles principales y más tarde por interpretar a Arya Sumant en la épica serie de televisión Ramayan.

## Primeros años
Nació en Hyderabad el 7 de julio de 1922. Abandonó la universidad y se mudó a Bombay a principios de la década de 1940. Tenía un diploma en danza occidental del Reino Unido.

## Carrera cinematográfica
Chandrashekhar, por recomendación del cantante Shamshad Begum, consiguió su primer trabajo con Shalimar Studios en Pune en 1948. Luego recibió el papel de artista junior en Bebas (1950), con Bharat Bhushan como personaje principal. Inicialmente interpretó papeles de artista junior en películas como Nirdoshi (1951), Daag (1952), Farmiash (1953) y Meenar (1954).
Apareció en unas 250 películas desde su aparición en la película de 1954, Aurat Teri Yehi Kahani como actor. Su primera película como héroe fue Surang (1953), producida por V. Shantaram. Algunos de sus personajes, como el actor secundario que se hizo popular, aparecieron en películas como Puerta de la India, Fashion (1957), Barsaat Ki Raat (1960), Baat Ek Raat Ki, Angulimaal (1960), Rustom-E-Baghdad (1963), King Kong (1962) y Jahan Ara (1964).
También produjo, dirigió y actuó como héroe principal en su exitosa película musical Cha Cha Cha (1964), que fue la primera película de Helen en un papel principal. Cha Cha Cha es una de las películas que aparecen en el libro de Avijit Ghosh 40 Retakes: Bollywood Classics You May Have Missed. En 1966 dirigió y produjo su segunda película Street Singer.
Chandrashekhar fue el protagonista de películas como Surang (1953), Kavi y Mastana (ambas de 1954), Baradari (1955), Kali Topi Lal Rumal (1959), Street Singer y en un papel negativo en Basant Bahar. Fue después de 1968, que Chandrashekar no recibió ofertas para actuar en un papel principal, y posteriormente pasó a papeles de personajes. Fue actor de personajes habitual en las empresas de dirección de Shakti Samanta y películas con Rajesh Khanna como héroe principal como Kati Patang, Ajnabee, Mehbooba, Alag Alag.
Desde 1971 en adelante hasta 1987, actuó como actor de personajes en películas como Hum Tum Aur Woh, Dharma, Gehri Chaal, Charitraheen, Vardaan, Ranga Khush, Shakti, Shankar Dada, Anpadh, Saajan Bina Suhagan, Karmayogi, The Burning Train, Namak Halaal, Nikaah, Ayaash, Maan Gaye Ustaad, Disco Dancer, Sharaabi, Sansar, Hukumat .
Chandrashekhar decidió trabajar como asistente de dirección de Gulzar a la edad de 50 años, cuando sintió que necesitaba hacer más en la industria cinematográfica. Él asistió a Gulzar en películas como Parichay, Koshish, Achanak, Aandhi, Khushboo y Mausam entre 1972-1976.
También interpretó el papel del personaje de Arya Sumant como el primer ministro de Dasharatha en la serie de televisión Ramayana de Ramanand Sagar a la edad de 65 años.
A finales de 1988 se le ofrecieron papeles de "anciano" en papeles de policías, padres o jueces en películas como Tamacha (1988), Elaan-E-Jung, Mera Pati Sirf Mera Hai, Jawani Zindabad, Gurudev, Humshakal (1992) y Waqt Ka Badshah.

## Otros trabajos
Chandrashekhar se desempeñó como presidente de la Asociación de Artistas Cinematográficos (CINTAA) de 1985 a 1996. Se desempeñó en diferentes cargos como presidente de la Federación de Empleados de Cine de la India Occidental, Confederación de Empleados de Cine de la India, fideicomisario del Fondo de Bienestar de los Artistas Cine de la India y Cine Artiste Welfare Trust, vicepresidente de la Asociación de Directores de Cine de la India, asociado como miembro de la Asociación de Escritores de Cine, Asociación de Productores de Cine de la India.
Se retiró de la industria del cine en 2000 después de aparecer en Khauff a la edad de 78 años.
Murió de una enfermedad relacionada con la edad el 16 de junio de 2021, a la edad de 98 años, aunque algunas fuentes de noticias enumeraron incorrectamente su edad como 97.

## Filmografía

### Actor
- Bebas (1950)
- Nirdoshi (1951)
- Daag (1952)
- Farmaish (1953)
- Surang (1953)
- Meenar (1954)
- Aurat Teri Yehi Kahani (1954)
- Kavi (1954)
- Mastana (1954)
- Baradari (1955)
- Basant Bahar (1956)
- Puerta de la India (1957)
- Moda (1957)
- Kali Topi Lal Rumal (1959)
- Barsaat Ki Raat (1960)
- Angulimaal (1960)
- Baat Ek Raat Ki (1962)
- King Kong (1962)
- Rustom-E-Bagdad (1963)
- Jahan Ara (1964)
- Cha Cha Cha (1964)
- Cantante callejera (1966)
- Kati Patang (1970)
- Hum Tum Aur Woh (1971)
- Dharma (1973)
- Gehri Chaal (1973)
- Ajnabee (1974)
- Charitraheen (1974)
- Vardaan (1975)
- Ranga Khush (1975)
- Aaj Ka Ye Ghar (1976)
- Mehbooba (1976)
- Shankar Dada (1976)
- Anpadh (1978)
- Saajan Bina Suhagan (1978)
- Karmayogi (1978)
- The Burning Train (1980)
- Maan Gaye Ustaad (1981)
- Dhanwan (1981)
- Namak Halaal (1982)
- Nikaah (1982)
- Ayaash (1982)
- Shakti (1982)
- Disco Dancer (1982)
- Sharaabi (1984)
- Insaaf Main Karoongaa (1985)
- Durgaa (1985)
- Alag Alag (1985)
- Goraa (1987)
- Dance, Dance (1987)
- Sansar (1987)
- Awam (1987)
- Daku Hasina (1987)
- Hukumat (1987)
- Sitapur Ki Geeta (1987)
- Watan Ke Rakhwale (1987)
- Gharwali Baharwali (película de 1988)
- Tamacha (1988)
- Khatron Ke Khiladi (1988)
- Tridev (1989)
- Love Love Love (1989)
- Elaan-E-Jung (1989)
- Bazar de Kala (1989)
- Majboor (1990)
- Ghar Ho a Aisa (1990)
- Mera Pati Sirf Mera Hai (1990)
- Jawani Zindabad (1990)
- Begunaah (1991)
- Maa (1991)
- Ghazab Tamasha (1992)
- Humshakal (1992)
- Waqt Ka Badshah (1992)
- Gurudev (1993)
- Meri Aan (1993)

### Productor y director
- Cha Cha Cha (1964)
- Cantante callejera (1966)

### Subgerente
- Parichay (1972)
- Koshish (1972)
- Achanak (1973)
- Aandhi (1975)
- Khushboo (1975)
- Mausam (1975)

### Televisión
- Ramayana (1987-1988) (como Sumantra,primer ministro de Dasharatha)